# José María Berzosa
José-Maria Berzosa (Albacete, 1928-París, 2 de enero de 2018) fue un director de televisión español que vivió gran parte de su vida exiliado en Francia a causa de la dictadura de Francisco Franco (1939-1975).
Sus documentales se caracterizan por poseer la tónica del humor de Luis Buñuel y el sentido de la erudición de Jorge Luis Borges. De igual manera, su obra pormenoriza la idea de objetividad en favor de la puesta en escena (incluso cuando filma "lo real" y reivindica la subjetividad creativa).
Una de sus producciones más importantes fue el docuemtnal «Pinochet y sus tres generales» (1976), pieza que el Museo de la Memoria y los Derechos Humanos de Chile ha considerado como una importante fuente para comprender la relación entre cine y poder, razón por la que el material formó parte de un coloquio organizado por la Cineteca de la Universidad de Chile dedicado a esa temática. Asistido por Chantal Baudis, dicho rodaje fue publicado finalmente el año 1978 en la televisión francesa a través de cuatro capítulos, fracciones divididas en entrevistas a cada uno de los generales de la Junta Militar de Gobierno de Chile. 
El propósito de aquel rodaje fue desacreditar la imagen internacional de la dictadura de Augusto Pinochet, administración de facto que negaba la violación de derechos humanos en nombre del orden y la despolitización. La novedad de dicho rodaje consiste en haber denunciado la situación bajo una metodología que mezclaba la burla con la cotidianidad íntima, es decir, mediante preguntas hechas por Berzosa en base a temas ontológicos, filosóficos y estéticos como lo son la felicidad, la ética o el arte. De ese modo, los generales ―salvo Gustavo Leigh parcialmente― no supieron responder. Asimismo, aquellas autoridades castrenses solo descubrirían el real sentido del material una vez que el documental fue publicado.

## Biografía

### Inicios
Durante su juventud en España, ejerció la crítica de cine. Sin embargo, en 1956, decidió abandonar el país ibérico por razones políticas que involucraban el choque de las censuras del franquismo con su potencial desarrollo profesional.
Radicado ya en Francia, conoce a Juan Antonio Bardem, quien le presenta a Georges Sadoul que, a su vez, le aconseja que pruebe suerte en una competencia patrocinada por el Instituto de Altos Estudios de Cinematografía. Allí compartió espacios con gente como Bernard Gesbert, Roman Polanski, James Blue, Annie Tresgot, Christian de Chalonge, Costa-Gavras, entre otros. Esto le permitió ser becario en el Le testament du Docteur Cordelier de Jean Renoir para ser luego asistente de Robert Valey, Jean-Marie Drot, Michel Mitrani, Michel Drach, André S. Labarthe, Stellio Lorenzi o Marcel Bluwal. Durante este período, continuó criticando regularmente los programas en español de la Office de Radiodiffusion-Télévision Française.
El currículum que comenzó a formar posibilitó que en 1967, Daniel Costelle y Pierre-André Boutang le encargaran cortometrajes sobre temas relacionados con los museos que debía transmitir el programa ''Le nouveau dimanche''. El contenido de estas realizaciones se caracterizan por una fuerte impertinencia, ya que, por ejemplo, son rotos preciados platos en el Museo de Cerámica de Sèvres. Por otra parte, Berzosa ha dirigido numerosos documentales sobre pintores tales como Jean Dubuffet, Pablo Picasso, Francisco de Zurbarán, Henri Matisse, Honoré Daumier, Francis Bacon, Alberto Giacometti, Antonio Saura, René Magritte o Fernand Léger. Asimismo, ha hecho realizaciones sobre escritores como Miguel Ángel Asturias, Jorge Luis Borges, Rafael Alberti, Michel de Montaigne, Collette, Juan Carlos Onetti o Charles Fourier.

### Consolidación
Previo a realizar "Chile: Impresiones", en 1975 gira el documental ''¡Arriba España!'' junto al sociólogo y político Enrique Tierno Galván, André Camp y el periodista Ramón Chao, padre del famoso cantante antisistema Manu Chao. Cabe destacar que en compañía de esas personalidades también desarrolla ''Cincuenta años de la guerra civil'' y ''El diablo en Galicia'' (con Ramón Chao); o ''Tres mitos españoles'' junto a André Camp, quien también colabora con él en rodajes como ''Cómo deshacerse de los restos del Viejo'', ''Don Quijote Morir sabio y vivir loco'', ''Don Juan. Amor y caridad'' o ''Franco, un prometido de la muerte''.

## Filmografía
- 1959: Les Cinq Dernières Minutes de Claude Loursais
- 1967: Le Musée de Sèvres
- 1967: Le Musée de la police
- 1967: La realidad supera a la ficción
- 1967: Miguel Ángel Asturias, un maya a la cour du roi Gustave
- 1968: Alberto Giacometti
- 1968: Luis Buñuel tourne La Voie lactée
- 1969: Festival Théâtral de Nancy
- 1969: Dubuffet
- 1969: Giacometti
- 1969: L'architecture paysanne en Iran
- 1969: Jorge Luis Borges: Le passé qui ne menace pas
- 1969:Jorge Luis Borges: Les journées et les nuits
- 1970: Matisse
- 1970: Le malentendu du design
- 1970: Daumier
- 1970: Brouillon d’un reportage autour Pablo Ruiz Picasso, artiste-peintre
- 1970: Julio González
- 1971: Colette/Sido
- 1971: Fernand Léger
- 1971: Le christianisme au Portugal
- 1971: Francis Bacon: l’ultime regard
- 1972: La musique de l’exil, les Russes
- 1972: Rouge, Greco, rouge
- 1972: Charles Fourier
- 1973: L’amour et la charité
- 1973: Zurbarán, la vie des moines et l’amour des choses
- 1973: Espagnes
- 1974: Retour au Portugal I: Lourdes Castro de Madere
- 1974: Retour au Portugal II: Les intellectuels
- 1975: ¡Arriba España! [10]
- 1976: Chili Impressions: Les pompiers de Santiago / Voyage au bout de la droite / Au bonheur des généraux / Monsieur le Président
- 1977: Les candidates de Saint-Amour
- 1978: Des choses vues et entendues ou rêvées en Bretagne à partir desquelles Dieu nous garde de généraliser
- 1979: Import Export
- 1979: Coupez les cheveux de quatre mouches entre midi et quatorze heures
- 1979: Joseph et Marie: les mots et les gestes
- 1980: Quatre adresses pour Viollet-le-Duc
- 1981: Eduardo Chillida
- 1981: Tomi Ungerer
- 1982: Haïti: Entre Dieu et le président / Les lois de l'hospitalité / Les enfants de Millbrook
- 1983: Antonio Saura, quelques rêveries d’un promeneur solitaire
- 1983: La leçon de cinéma de François Truffaut
- 1983: Entre-Temps
- 1985: De la sainteté I-II-II-IV
- 1987: Ceux qui se souviennent
- 1989: Juan Carlos Onetti
- 1990: Iconoclasme
- 1992: Montaigne aimé autour de nous
- 1993: Où es-tu ? (Le diable en Galicie)
- 1995: L'éducation, la souffrance, le plaisir
- 1995: Le Château de Liechtenstein et le Paternoster de Prague
- 1996: Franco, un fiancé de la mort
- 1996: Rafael Alberti [11]
- 2001: Pinochet et ses trois généraux